# El Ranchito, Venado
El Ranchito är en ort i Mexiko.   Den ligger i kommunen Venado och delstaten San Luis Potosí, i den centrala delen av landet, 400 km nordväst om huvudstaden Mexico City. El Ranchito ligger 1 821 meter över havet och antalet invånare är 233.
Terrängen runt El Ranchito är lite kuperad, och sluttar brant österut. Runt El Ranchito är det glesbefolkat, med 10 invånare per kvadratkilometer. Närmaste större samhälle är Polocote de Arriba, 6,6 km norr om El Ranchito. Omgivningarna runt El Ranchito är i huvudsak ett öppet busklandskap.